# Mary Church Terrell
Mary Church Terrell (nacida como Mary Eliza Church; 23 de septiembre de 1863 - 24 de julio de 1954) fue una de las primeras mujeres afroamericanas que obtuvo un título universitario y fue conocida por ser una activista nacional por los derechos civiles y de sufragio.
Impartió clases en el Departamento de Latín de la M Street School (hoy en día conocido como Paul Laurence Dunbar High School), el primer instituto público de educación secundaria afroamericano en los Estados Unidos, situado en Washington D. C..
En 1895 fue la primera mujer afroamericana en los Estados Unidos en ser nombrada miembro del consejo escolar de una gran ciudad, ejerciendo en el Distrito de Columbia hasta 1906. 
Terrell fue fundadora de la Asociación Nacional para el avance de las Personas de Color (1909) y de la Liga de Mujeres de Color de Washington (1892). 
Ayudó a fundar la Asociación Nacional de Mujeres de Color (1896) y fue su primera presidenta nacional, y fue fundadora de la Asociación Nacional de Mujeres Universitarias (1923).

## Primeros años y educación
Mary “Mollie” Eliza Church nació en 1863 en Memphis, Tennessee, hija de Robert Reed Church y Louisa Ayres, ambos esclavos liberados de ascendencia racial mixta. Sus padres eran miembros destacados de la élite negra de Memphis tras la Guerra Civil, durante la época de la Reconstrucción. Su bisabuela paterna era de ascendencia mixta y su abuelo paterno era el capitán Charles B. Church, un propietario y operador de barcos de vapor blanco de Virginia que permitió a su hijo, Robert Church —padre de Mary—quedarse con el sueldo que ganaba como camarero en su barco. El más joven de ellos, Church continuó acumulando riqueza invirtiendo en inmuebles, y compró su primera propiedad en Memphis en 1866. Amasó una fortuna comprando propiedades después de que la ciudad se despoblara tras la epidemia de fiebre amarilla de 1878. Se le considera el primer afroamericano millonario del sur.
Se cree que su madre, Louisa Ayres, fue una de las primeras mujeres afroamericanas en establecer y mantener una peluquería frecuentada por residentes adinerados de Memphis. En definitiva, Ayres fue una empresaria de éxito en una época en la que la mayoría de las mujeres no tenían negocios. Se le atribuye el mérito de haber animado a su hija a asistir a la escuela de modelaje de Antioch College en Yellow Spring, Ohio, para cursar estudios primarios y secundarios porque los colegios de Memphis no eran adecuados. Mary fue a la escuela de modelaje de Antioch College desde 1871 hasta 1874, comenzando a la edad de ocho años. En 1875, los padres de Mary la trasladaron a Oberlin, Ohio, para que fuera a la escuela pública de Oberlin desde octavo curso hasta el final de su educación secundaria en 1879. Terrel permaneció en Oberlin durante su carrera universitaria, optando por tomar el “curso para caballeros” de cuatro años, en lugar del esperado “curso para damas” de dos años, obteniendo su licenciatura en 1884 y su maestría en 1888.
El padre de Mary Terrel se casó tres veces. Su primer matrimonio, con Margaret Pico Church comenzó en 1857 y terminó en 1862, del que tuvo una hija, Laura. Robert después se casó con Louisa Ayers en 1862. Mary Church Terrel y su hermano Thomas Ayres Church (1867-1937) fueron fruto de este matrimonio, que terminó en divorcio. Sus hermanastros, Robert Jr. (1885-1952) y Annette (1887-1975) nacieron de la tercera esposa de Robert SR., Anna Wright.
Terrel se especializó en literatura clásica en el Oberlin College, la primera universidad de Estados Unidos en aceptar estudiantes afroamericanos y mujeres. Obtuvo su título en clásicas por el “camino de los caballeros”, que eran cuatro años completos de estudio, frente a los dos años habituales para las mujeres; escribió que algunos de sus amigos intentaron disuadirla de cursar esta carrera, que incluía el estudio del griego, bajo el argumento de que “el griego es duro... es innecesario, por no decir impropio de una mujer, para que las chicas estudien esa “antigua lengua muerta”. De cualquier manera... ¿dónde... se puede encontrar un hombre de color que haya estudiado griego?”.También trabajó como editora de The Oberlin Review. Terrel se licenció en 1884. 
Se graduó junto a las notables intelectuales afroamericanas Anna Julia Cooper e Ida Gibbs Hunt. Juntas, estas tres graduadas de Oberlin se convirtieron en compañeras para toda la vida y activistas de gran prestigio en el movimiento hacia la igualdad racial y de género en Estados Unidos. Continuando sus estudios en Oberlin, Terrel obtuvo su maestría en Educación cuatro años después, en 1888, convirtiéndose (junto con Anna Julia Cooper) en una de las dos primeras mujeres negras en conseguir una maestría.

## Trayectoria profesional
Terrel comenzó su profesión en educación en 1885, enseñando lenguas modernas en la Universidad de Wilberforce —una universidad tradicionalmente negra, fundada en colaboración con la Iglesia metodista de Ohio y la Iglesia Episcopal Metodista Africana del estado. Después de dos años de enseñanza en Ohio, Mary se trasladó a Washington D. C. para aceptar un puesto en el Departamento de latín en el M. Street School.
En 1888 tomó unas vacaciones no remuneradas de la enseñanza para viajar y estudiar en Europa durante dos años, donde consiguió dominar el francés, el alemán y el italiano. Finalmente, el Oberlin College le ofreció un puesto de secretaria en 1891, lo que la convertiría en la primera mujer negra en obtener dicho puesto; sin embargo, lo rechazó. Cuando se casó con Robert “Berto” Heberton Terrell en 1891, se vio obligada a renunciar a su puesto en el M. Street School, donde su nuevo marido también daba clases. En 1895, fue nombrada directora del M Street High School, convirtiéndose en la primera mujer en ocupar este puesto.
A su regreso a Estados Unidos, Terrel pasó de la enseñanza al activismo, centrándose principalmente en el empoderamiento de las mujeres negras. También escribió de manera prolífica, incluso una autobiografía, y sus escritos fueron publicados en varias revistas. El linchamiento desde el punto de vista de un negro, publicado en 1904, está incluido en la larga lista de obras publicadas de Terrel, en las que intenta desmontar el relato sesgado de por qué los hombres negros son objeto de linchamiento, presentando numerosos hechos para apoyar sus afirmaciones.
La biografía de Terrel, Una mujer de color en un mundo blanco (1940), relata sus experiencias personales con el racismo.

## Activismo

#### Clubs de Mujeres Negras y la Asociación Nacional de Mujeres de Color
En 1892, Terrell formó junto con Helen Appo Cook, Ida B. Well-Barnett, Anna Julie Cooper, Charlotte Forten Grimké, Mary Jane Patterson y Evelyn Shawn la Liga de Mujeres de Color en Washington D. C. El objetivo de dicho club con vocación de servicio fue promover la unidad, el progreso social y los mejores intereses de la comunidad afroamericana; y Cook fue elegida presidenta.
La Liga de Mujeres de Color ayudó a mejorar las vidas de las mujeres negras con estudios al margen del entorno de la iglesia. También comenzó un programa de entrenamiento y jardines de infancia antes de que estos fuesen incluidos en los colegios públicos de Washington D. C..
Junto con sus logros como directora, el éxito de las iniciativas educativas de la Liga hizo que Terrell fuera nombrada miembro del Consejo de Educación del Distrito de Columbia, cargo que ocupó de 1895 a 1906. Fue la primera mujer negra de Estados Unidos en ocupar un puesto de este tipo.
Allá por la misma época, otro grupo de mujeres negras progresistas se reunía en Boston, Massachusetts, bajo la dirección de la sufragista e intelectual Josephine St. Pierre Ruffin, con el nombre de Federación de Mujeres Afroamericanas. Como ambas organizaciones tenían ambiciones y públicos similares, combinaron sus esfuerzos con los de cientos de otras organizaciones para llegar a un foco más amplio de mujeres negras trabajadoras, estudiantes y activistas a principios del siglo XX.

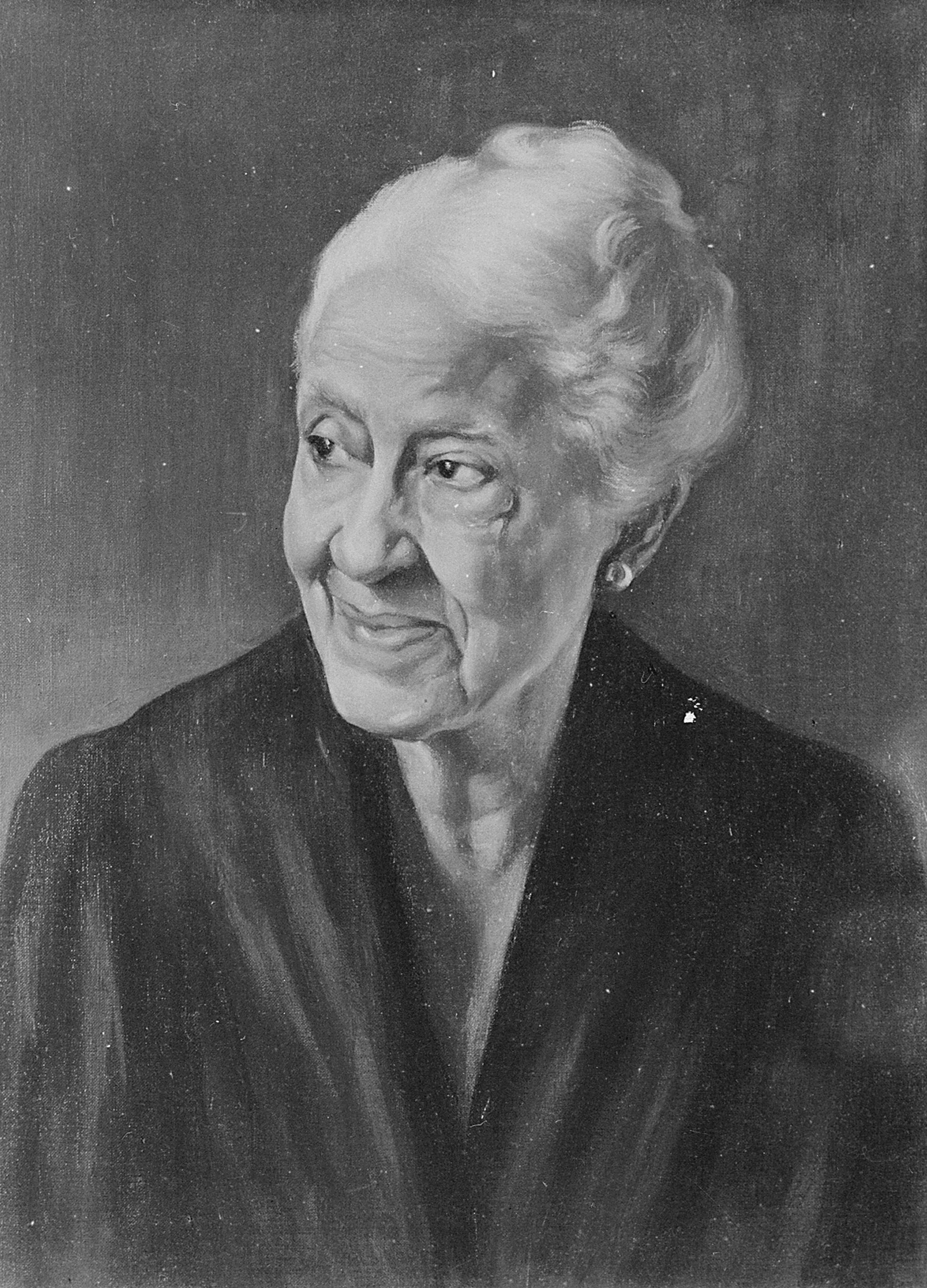
(Pintura de Mary Church Terrell por Betsy Graves Reyneau, 1888-1964)

De esta unión surgió la National Association of Colored Women (NACW), que se convirtió en la primera organización nacional secular dedicada a los medios de vida de las mujeres negras en Estados Unidos. El lema de la NACW es "Lifting as we climb" ("Levantando mientras subimos") y su objetivo era crear solidaridad entre las mujeres negras a la vez que se combatía la discriminación racial.
Entre otras iniciativas, sus miembros crearon guarderías y jardines de infancia para los niños negros. Terrell fue elegida presidenta en dos ocasiones, ocupando el cargo entre 1896 y 1901. Tras rechazar una tercera reelección, fue nombrada presidenta honoraria de la Asociación.
En 1910, Terrell fundó el College Alumnae Club, que posteriormente se convirtió en la National Association of University Women (NAUW). La Liga puso en marcha un programa de formación y un jardín de infancia antes de que éstos se incluyeran en el sistema escolar público de Washington D. C.

#### Luchando por el sufragio de las mujeres negras
Habiendo sido una ávida sufragista durante sus años como estudiante de Oberlin, Terrel continuó participando activamente en los eventos dentro de los círculos sufragistas de la Asociación Nacional Americana para el Sufragio Femenino. A través de estas reuniones se relacionó con Susan B. Anthony, una relación que Terrel describe en su biografía como “una amistad encantadora y útil”, que duró hasta la muerte de Anthony en 1906. 
Terrel también conoció a Elizabeth Cady Stanton en 1893, más o menos en la misma época en la que conoció a Susan B. Anthony. Lo que surgió de la asociación de Terrell con la NAWSA, fue el deseo de crear un grupo organizativo formal entre las mujeres negras de Estados Unidos para abordar los problemas de los linchamientos, el desapoderamiento de la raza y el desarrollo de reformas educativas. Como una de las pocas mujeres afroamericanas a las que se les permitía asistir a las reuniones de la NAWSA, Terrel habló directamente sobre las injusticias y los problemas de la comunidad afroamericana.
El 18 de febrero de 1898, Terrell pronunció un discurso titulado "El progreso de las mujeres de color" en la sesión bienal de la Asociación Nacional Americana del Sufragio Femenino en Washington D. C. Este discurso fue un llamamiento a la acción para que la NAWSA luchara por la vida de las mujeres negras. También fue durante esta sesión cuando Terrell abordó la "doble carga" a la que se enfrentaban las mujeres afroamericanas. Terrell creía que, en comparación con las mujeres blancas, las afroamericanas tenían que superar no sólo su sexo, sino también su raza.
El discurso tuvo una gran acogida por parte de la Asociación y de los medios de comunicación negros, lo que hizo que Terrell fuera invitada de nuevo como embajadora no oficial (negra) de la Asociación. Aunque muchas mujeres negras se preocupaban y participaban en la lucha por el derecho al voto de las mujeres estadounidenses, la NAWSA no permitía a las mujeres negras crear su propia sección dentro de la organización. 
Terrell pronunció más discursos, como En la unión está la fuerza, que hablaba de la necesidad de unidad entre los negros, y Lo que significa ser de color en la capital de EE.UU., en el que hablaba de sus propias luchas personales como mujer afroamericana en Washington D. C. Terrell también se dirigió a la Sociedad Histórica de Seneca Falls en 1908 y elogió el trabajo de las sufragistas que luchaban por todas las razas y géneros, junto a sus causas principales.
En Una mujer de color en un mundo de blancos, Terrell recuerda cómo pudo pasar sus años universitarios en Oberlin, una universidad en la que los estudiantes eran principalmente blancos, con cierta facilidad gracias a su ambigüedad racial. Nunca se hizo pasar por blanca en Oberlin, que fue fundada por abolicionistas y aceptaba tanto a estudiantes blancos como negros incluso antes de la Guerra Civil. De hecho, su género la hacía destacar más en sus clases, predominantemente masculinas. En años posteriores, se puede observar que entendió que su situación de  ambigüedad racial (de mujer afroamericana que podía pasar por blanca) era necesaria para crear mayores vínculos entre los afroamericanos y los blancos estadounidenses, lo que la llevó a convertirse en una voz activa en la NAWSA.
En 1913, Alice Paul organizó un mitin sobre el sufragio en la NAWSA en el que, en un principio, planeó excluir a las sufragistas negras y, posteriormente, las relegó a la parte trasera del desfile para ganarse el favor de las mujeres blancas del sur. Sin embargo, Terrell e Ida B. Wells lucharon por integrar la marcha. Terrell marchó con la delegación de la ciudad de Nueva York, mientras que las mujeres de la hermandad Delta Sigma Theta de la Universidad de Howard, de las que Terrell era mentora, marcharon con las demás universitarias.
Activa en el Partido Republicano, fue nombrada directora de trabajo entre las mujeres de color del Este por el Comité Nacional Republicano para la campaña presidencial de Warren G. Harding en 1920, durante las primeras elecciones en las que las mujeres estadounidenses obtuvieron el derecho al voto. Los estados del Sur aprobaron entre 1890 y 1908 leyes electorales y de registro de votantes que privaban a los afroamericanos de su derecho al voto. Estas restricciones no se anularon del todo hasta que el Congreso aprobó la Ley de Derecho al Voto de 1965.

#### Integración
Los historiadores han destacado generalmente el papel de Terrell como líder comunitaria y activista de los derechos civiles y de la mujer durante la Era Progresista. Conoció los derechos de la mujer durante su estancia en Oberlin, donde se familiarizó con el activismo de Susan B. Anthony.
También tuvo una prolífica carrera como periodista (a pesar de identificarse como escritora). En las décadas de 1880 y 1890 utilizó a veces el seudónimo de Euphemia Kirk para publicar en la prensa blanca y negra promocionando el Movimiento del Club de Mujeres Afroamericanas.
Escribió para diversos periódicos "publicados por o en interés de la gente de color", como el A.M.E. Church Review de Filadelfia, Pensilvania; el Southern Workman de Hampton, Virginia; el Indianapolis Freeman; el Afro-American de Baltimore; el Washington Tribune; el Chicago Defender; el New York Age; la Voice of the Negro; el Women's World; el North American Review y el Norfolk Journal and Guide. Asimismo contribuyó con el Washington Evening Star y el Washington Post.
Terrell alineó el Movimiento del Club de Mujeres Afroamericanas con la lucha más amplia de las mujeres y las personas negras por la igualdad. En 1892, fue elegida como la primera mujer presidenta de la prominente organización de debate negro Bethel Literary and Historical Society de Washington D. C.
Gracias a sus contactos familiares y a las redes sociales, Terrell conoció a muchos activistas negros influyentes de su época, como Booker T. Washington, director del influyente Instituto Tuskegee de Alabama. A los 17 años, cuando estaba matriculada en Oberlin, su padre le presentó al activista Frederick Douglass en la gala inaugural del presidente James Garfield.
Se hizo especialmente amiga de Douglass y trabajó con él en varias campañas por los derechos civiles. Una de estas campañas incluía una petición que tanto Terrell como Douglass firmaron, en 1893, con la esperanza de que se escuchara una declaración relativa a los casos sin ley en los que los individuos negros de ciertos estados no recibían el debido proceso legal.
Poco después de su matrimonio con Robert Terrell, consideró retirarse del activismo para centrarse en la vida familiar. Douglass, argumentando que su talento era demasiado inmenso para dejarlo de lado, la convenció de que siguiera en la vida pública.
En 1904, Terrell fue invitada a hablar en el Congreso Internacional de Mujeres, celebrado en Berlín, Alemania. Fue la única mujer negra en la conferencia. Recibió una entusiasta ovación cuando honró al país anfitrión pronunciando su discurso en alemán. Pronunció el discurso en francés y concluyó con la versión en inglés.
En 1909, Terrell fue una de las dos mujeres negras (la periodista Ida B. Wells-Barnett fue la otra) invitadas a firmar el "Llamamiento" y a asistir a la primera reunión organizativa de la Asociación Nacional para el Progreso de las Personas de Color (NAACP), convirtiéndose en miembro fundador. Entre 1913 y 1914 ayudó a organizar la hermandad Delta Sigma Theta redactando su juramento y convirtiéndose así en miembro honorario.
En la Primera Guerra Mundial, Terrell participó en el Servicio Comunitario del Campamento de Guerra, que apoyaba las actividades recreativas de los militares. Más tarde ayudó en cuestiones relacionadas con la desmovilización de los militares negros. Terrell fue delegada en la Conferencia Internacional de la Paz tras el final de la guerra. Durante su estancia en Inglaterra, se alojó en casa de H. G. Wells y su esposa por invitación de éstos.
Terrell trabajó activamente en el movimiento por el sufragio femenino, que impulsó la promulgación de la Decimonovena Enmienda a la Constitución de Estados Unidos. Aunque Terrell murió en 1954, su legado y su temprana lucha por el voto de las mujeres negras siguen siendo citados. Cuando la guerra estaba terminando, Terrell y su hija Phyllis se unieron a Alice Paul y Lucy Burns, del Partido Nacional de la Mujer, para hacer piquetes en la Casa Blanca a favor del sufragio femenino.
Terrell contribuyó a la integración de la Asociación Americana de Mujeres Universitarias. De hecho, de 1905 a 1910 fue miembro de la sección de Washington D. C. de esa organización como graduada de Oberlin. Sin embargo, dejó de ser miembro debido a su creciente participación en otros compromisos cívicos. Cuando solicitó su reincorporación en 1946, la sección se había vuelto exclusivamente blanca y rechazó su solicitud. 
Terrell apeló el asunto a la oficina nacional, que confirmó su elegibilidad, pero la sección de D.C. cambió sus reglas para que la afiliación dependiera de la aprobación de su junta directiva. Después de que la sección se negara a modificar sus estatutos, la oficina nacional de la AAUW presentó una demanda en el tribunal federal de distrito en nombre de Terrell, pero perdió el caso.
Esto condujo a la aprobación abrumadora en la convención de la organización de 1949 de un requisito antidiscriminatorio. Por cierto, varios miembros blancos de la sección de Washington D. C. dimitieron posteriormente en señal de protesta y formaron su propia organización, el Club de Mujeres Universitarias de Washington.
En 1950, Terrell inició lo que sería una exitosa lucha por la integración de los lugares de comida en el Distrito de Columbia. En la década de 1890, el Distrito de Columbia había formalizado la segregación, al igual que los estados del Sur. Antes de eso, las leyes locales de integración que databan de la década de 1870 exigían a todos los propietarios de locales de comida "servir a cualquier persona respetable y de buen comportamiento, independientemente de su color, o enfrentarse a una multa de 1.000 dólares y a la pérdida de su licencia".
En 1949, Terrell y sus colegas Clark F. King, Essie Thompson y Arthur F. Elmer entraron en el segregado Restaurante Thompson. Cuando se les negó el servicio, no tardaron en presentar una demanda. El abogado Ringgold Hart, que representaba a Thompson, argumentó el 1 de abril de 1950 que las leyes del distrito eran inconstitucionales, y más tarde ganó el caso contra la segregación en los restaurantes. Durante los tres años que estuvieron pendientes de la decisión en el caso Distrito de Columbia contra John R. Thompson Co., Terrell se dirigió a otros restaurantes. Sus tácticas incluyeron boicots, piquetes y sentadas. 
Finalmente, el 8 de junio de 1953, el tribunal dictaminó que los restaurantes segregados de Washington D. C. eran inconstitucionales. Terrell fue líder y portavoz del Comité de Coordinación para la Aplicación de las Leyes Antidiscriminatorias del Distrito de Columbia, lo que le proporcionó la plataforma para llevar este caso con éxito.
Tras cumplir los 80 años, Terrell siguió participando en los piquetes, protestando contra la segregación de restaurantes y teatros. Durante sus últimos años de vida, también consiguió que la sección local de la Asociación Americana de Mujeres Universitarias admitiera a miembros negros.
Vivió para ver la decisión del Tribunal Supremo en el caso Brown v. Board of Education, que declaró inconstitucional la segregación racial en las escuelas públicas. Terrell falleció dos meses después, a la edad de 90 años, el 24 de julio de 1954, en el Hospital General de Anne Arundel, en Highland Beach (Maryland). Era la semana anterior a la celebración de la reunión anual de la NACW en Annapolis (Maryland), cerca de su casa de Highland Beech.

## Legado y condecoraciones
· 1933- Terrell fue reconocida, en la celebración del centenario del Oberlin College como uno de los “100 exalumnos más destacados” de la universidad.
· 1948-Oberlin concedió a Terrel el doctorado de honor en Letras y Humanidades.
· 1954- La primera dama, Mamie Eisenhower, rindió homenaje a la memoria de Terrell en una carta leída en la convención de la NACW el 1 de agosto, escribiendo: “Durante más de 60 años, sus grandes dones fueron dedicados a la mejora de la humanidad, y dejó un récord verdaderamente inspirador”.
· 1975 - La casa de Mary Church Terrell en el barrio de LeDroit Park de Washington fue nombrada Monumento Histórico Nacional.

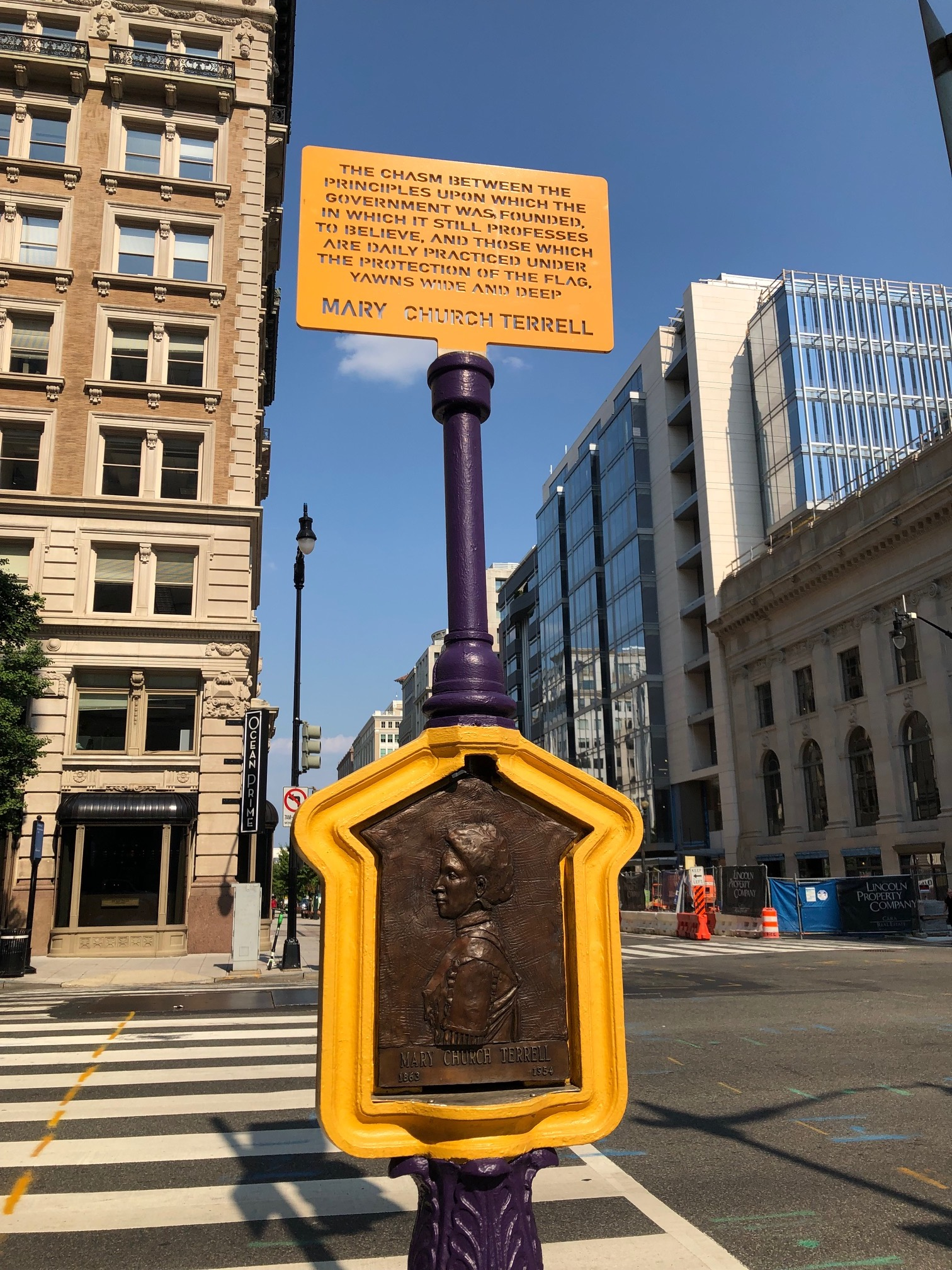
Rótulo honrando a Mary Church Terrell en Washington D. C.

·  La escuela primaria Mary Church Terrell, situada en el 3301 de Wheeler Road, SE, en Washington D. C., fue nombrada en su honor, cerró en 2013.
· 2002 - El académico Molefi Kete Asante incluyó a Mary Church Terrell en su lista de los 100 mejores afroamericanos.
· 2009 - Terrell fue una de las 12 pioneras de los derechos civiles conmemoradas en una serie de sellos postales del Servicio Postal de Estados Unidos.
· Una escuela de Gert Town, en Nueva Orleans, recibió el nombre de Escuela Primaria Mary Church Terrell. Resultó gravemente dañada por el huracán Katrina, cerró en 2008 y fue demolida en 2012.
· 2018 - El Oberlin College nombró a su biblioteca principal como Biblioteca Principal Mary Church Terrell.
· 2020 - Terrell fue incluida en el Salón Nacional de la Fama de Mujeres.

## Matrimonio e hijos
El 18 de octubre de 1891, en Memphis, Mary Church se casó con Robert Heberton Terrell, un abogado que se convirtió en el primer juez del tribunal municipal en Washington D. C. La pareja se conoció en Washington D. C., y ambos trabajaban en el  M. Street High School, donde él era el director.
Terrell sufrió un aborto espontáneo tardío, dando a luz a un bebé que murió justo tras el parto, antes de que naciera su hermana Phyllis Terrell en 1898. Le pusieron el nombre por Phillis Wheatley. Posteriormente, los Terrell adoptaron a su sobrina Mary. 

## Obras
"Duty of the National Association of Colored Women to the Race", A. M. E. Church Review (enero de 1900), 340-354.
"Club Work of Colored Women", Southern Workman, 8 de agosto de 1901, 435-438.
"Society Among the Colored People of Washington", Voice of the Negro (abril de 1904), 150-156.
Terrell, Mary Church (1904). "Lynching from a Negro's Point of View". The North American Review. 178 (571): 853-868. JSTOR 25150991.
"The Washington Conservatory of Music for Colored People", Voice of the Negro (noviembre de 1904), 525-530.
"Purity and the Negro", Light (junio de 1905), 19-25.
"Paul Laurence Dunbar", Voice of the Negro (abril de 1906), 271-277.
"Susan B. Anthony, the Abolitionist", Voice of the Negro (junio de 1906), 411-416.
"A Plea for the White South by a Colored Woman", Nineteenth Century (julio de 1906), 70-84.
"What It Means to Be Colored in the Capital of the United States", Independent, 10 de octubre de 1906, 181-186.
"An Interview with W. T. Stead on the Race Problem", Voice of the Negro (julio de 1907), 327-330
"Peonage in the United States: The Convict Lease System and the Chain Gangs", Nineteenth Century 62 (agosto de 1907), 306-322.
"Phyllis Wheatley - An African Genius". Star of the West. 19 (7): 221-223. Octubre de 1928. Recuperado el 24 de diciembre de 2013. (Véase Phyllis Wheatley).
A Colored Woman in a White World (1940), autobiografía.
"I Remember Frederick Douglass", Ebony (1953), 73-80.

## Más información
- Church, M. T.(1940). A Colored Woman in a White World. Washington D. C.: Ransdell, Inc. Publishers.
- Cooper, Brittney C. (2017). Beyond Respectability: The Intellectual Thought of Race Women. Urbana, IL: University of Illinois Press.
- Davis, E. L. (1996). Lifting as They Climb. New York: G.K. Hall & Co.
- Johnson, K. A. (2000). Uplifting the Women and the Race: The Educational Philosophies and Social Activism of Anna Julia Cooper and Nannie Helen Burroughs, New York: Garland Publishing.
- Jones, B. W. (1990). Quest for Equality: The Life and Writings of Mary Eliza Church Terrell. Brooklyn, New York: Carlson Publishing, Inc.
- Margaret Nash, Patient Persistence: The Political and Educational Values of Anna Julia Cooper and Mary Church Terrell. University of California at Riverside.
- Parker, Alison M. (2020). Unceasing Militant: The Life of Mary Church Terrell. UNC Press. ISBN 978-1-4696-5938-1.
- Parker, Alison M. (2020). "Mary Church Terrell: Black Suffragist and Civil Rights Activist." National Park Service. https://www.nps.gov/articles/000/mary-church-terrell-black-suffragist-and-civil-rights-activist.htm
- Sterling, Dorothy. (1988). Black Foremothers: Three Lives. New York: The Feminist Press, 119–148.
- Terborg-Penn, R. (1998). African American Women in the Struggle for the Vote. Bloomington, Indiana: Indiana University Press.
- Wade-Gayles, G. "Black Women Journalists in the South: 1880–1905: An Approach to the Study of Black Women's History", Callaloo, 11, 138–152.
- Washington Post. "Restaurant's Right to Bar Negroes Upheld."
- Washington Post. "Assails Mrs. Terrell". 19 de junio de 1904.
- "Mary Church Terrell", American Memory, Library of Congress
- "Mary Church Terrell (1863–1954)", Digital Library, Tennessee State University
- "Mary Eliza Church Terrell", Afro-American History